# 除雪

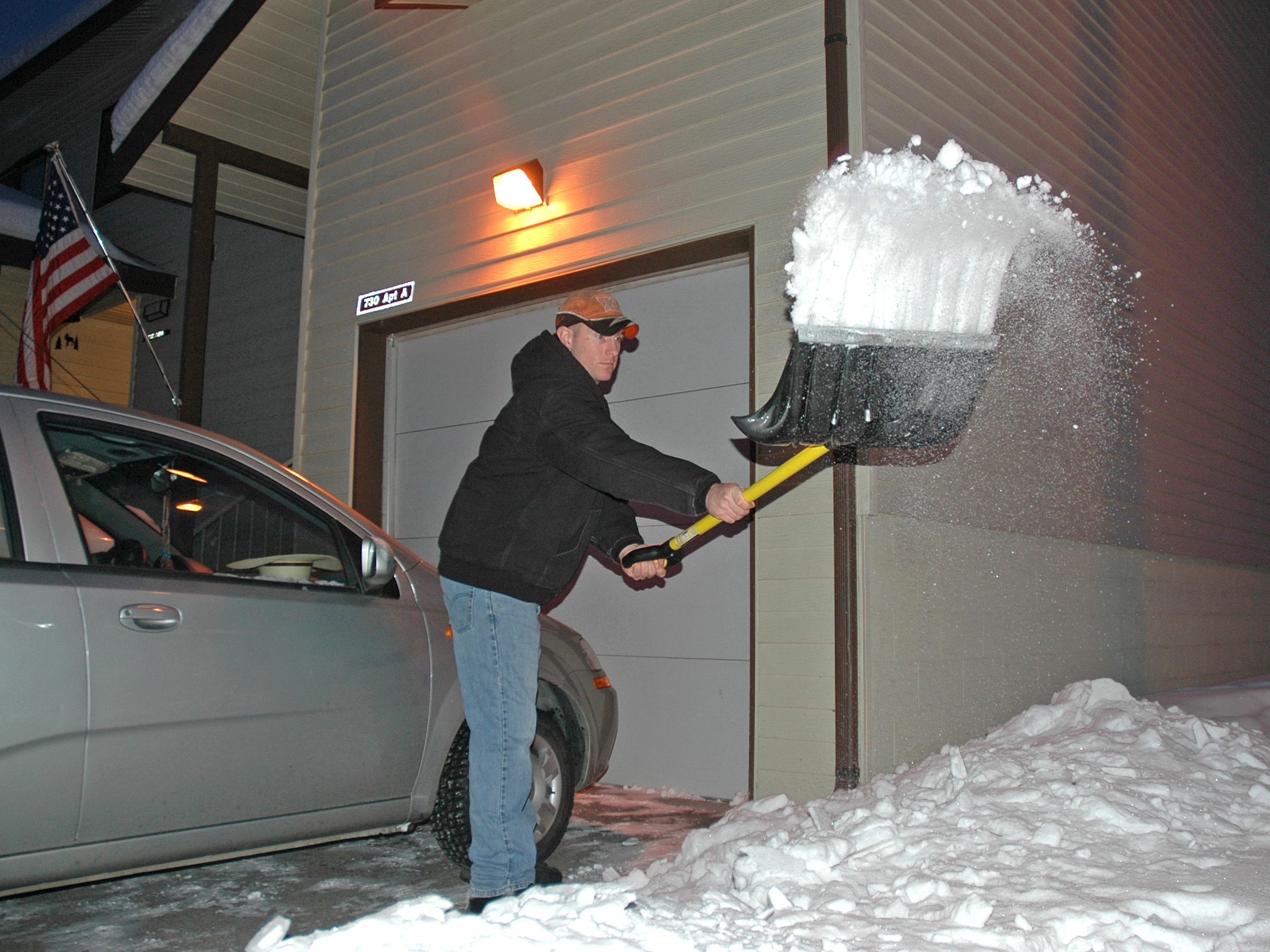
人力による除雪

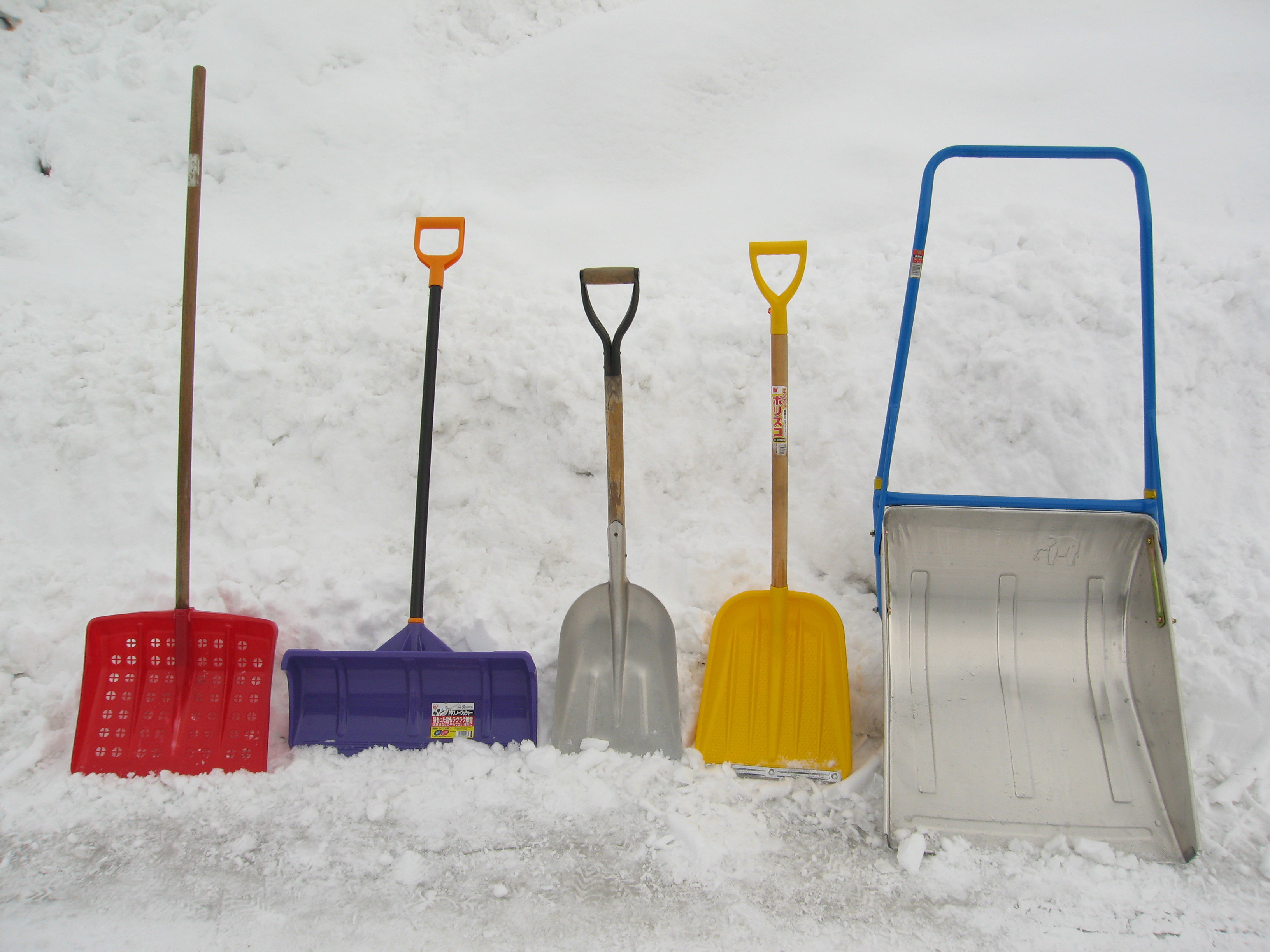
雪かき道具（左から順に、ジョンバ、スノープッシャー、アルミスコップ、ポリスコップ、スノーダンプ）

除雪（じょせつ）は、主に積雪地において交通や場所の確保、建物の損壊防止など冬季の円滑な社会活動の運営を目的として、雪や氷を除くことである。

## 概要
家の出入口や駐車場など比較的小規模なもの、階段など機械の入れないところは、人力で行なわれるが、道路や線路などで、積雪量や除雪範囲の大きい場合は、重機や除雪車が使用される。人力で行う除雪作業は、雪掻き、雪除け、雪片し、雪透かし、雪撥ね、雪掘り、雪放り、雪寄せ、雪投げなど地方・地域によって様々な呼び名がある。
なお、除雪された雪を、離れた場所に移したり、川や海など邪魔にならない場所に捨てることを排雪と呼ぶ。
人の歩く道は足で踏み固め（雪踏み）、荷物の運搬ではソリなども利用された。鉄道や自動車の登場によって除雪の必要性は格段に増した。今日では冬季においても至る所で、自動車の通行が不可欠となっており、除雪は極めて現代的な問題である。
毎年かかる多額の除雪・排雪予算、排雪した雪の処分場所の確保、雪中の廃棄物の処理といった問題は、行政の悩みの種となっている。
屋根の雪下ろし時や除雪機の運転ミスにより、毎年少なからず死者や負傷者が発生する。2017年-2018年の日本における除雪時の死者は23人。うち19人は65歳以上の高齢者という特徴がある。
カナダでは法律により、家の敷地に沿う歩道の除雪義務が設けられている。アメリカ合衆国のシカゴなどでも中心市街地では沿道住民の歩道除雪が義務づけられている。

## 建築物における除雪

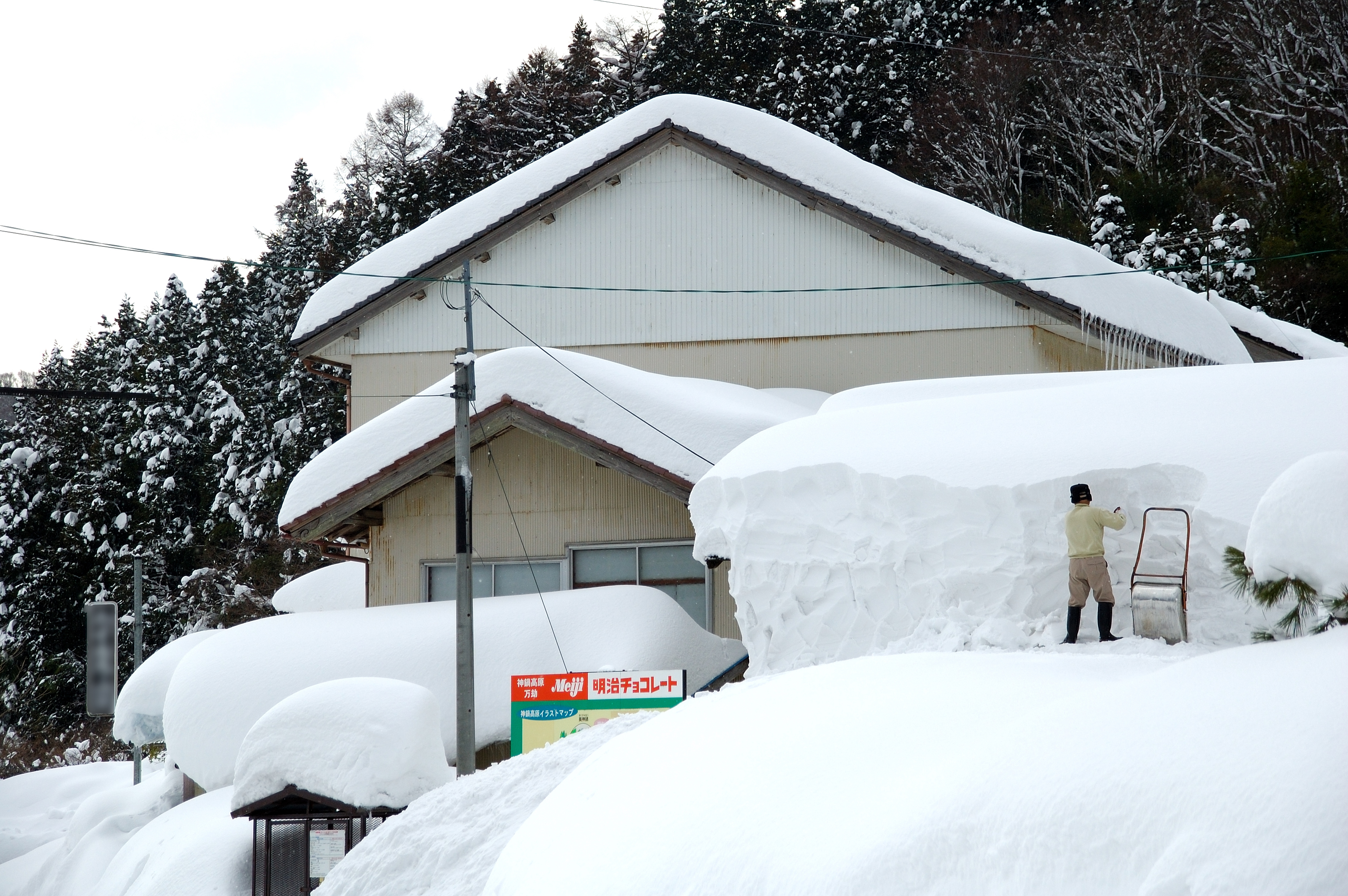
スノーダンプによる雪下ろし

除雪を行わない場合は、橋は崩落、家は倒壊する危険がある。
家屋が雪の重みで崩れないようにするために屋根に上り、屋根に積もった雪を下へ落としたりする作業（雪下ろし）や、さらに積雪が多い場合には家の周囲に壁の様になった積雪の上へ屋根雪を投げ上げる作業（雪掘り）などとは区別されるが、これらを含む場合もある。
足元の滑りやすい高所での作業となるため、毎年、転落事故が後を絶たない。日本では年間100人ほどが除雪作業で亡くなっている。
自宅用に融雪機やロードヒーティングを設置する家や、家庭用の小型除雪機を持つ家もある。小型除雪機を利用することで、30cm以上積もった雪でも作業可能になる。高齢者の一人暮らしなど、除雪することが困難な家屋が増えてきたため、除雪ボランティアが呼びかけられている地域もある。
日本では、屋根や道路から、より多くの雪を除雪するためにスノーダンプが用いられることがある。ただし、カナダなどでは道路に沿った側溝が設けられておらず、スノーダンプは一般的な用具ではなく、シャベルが用いられている。

## 除雪の歴史

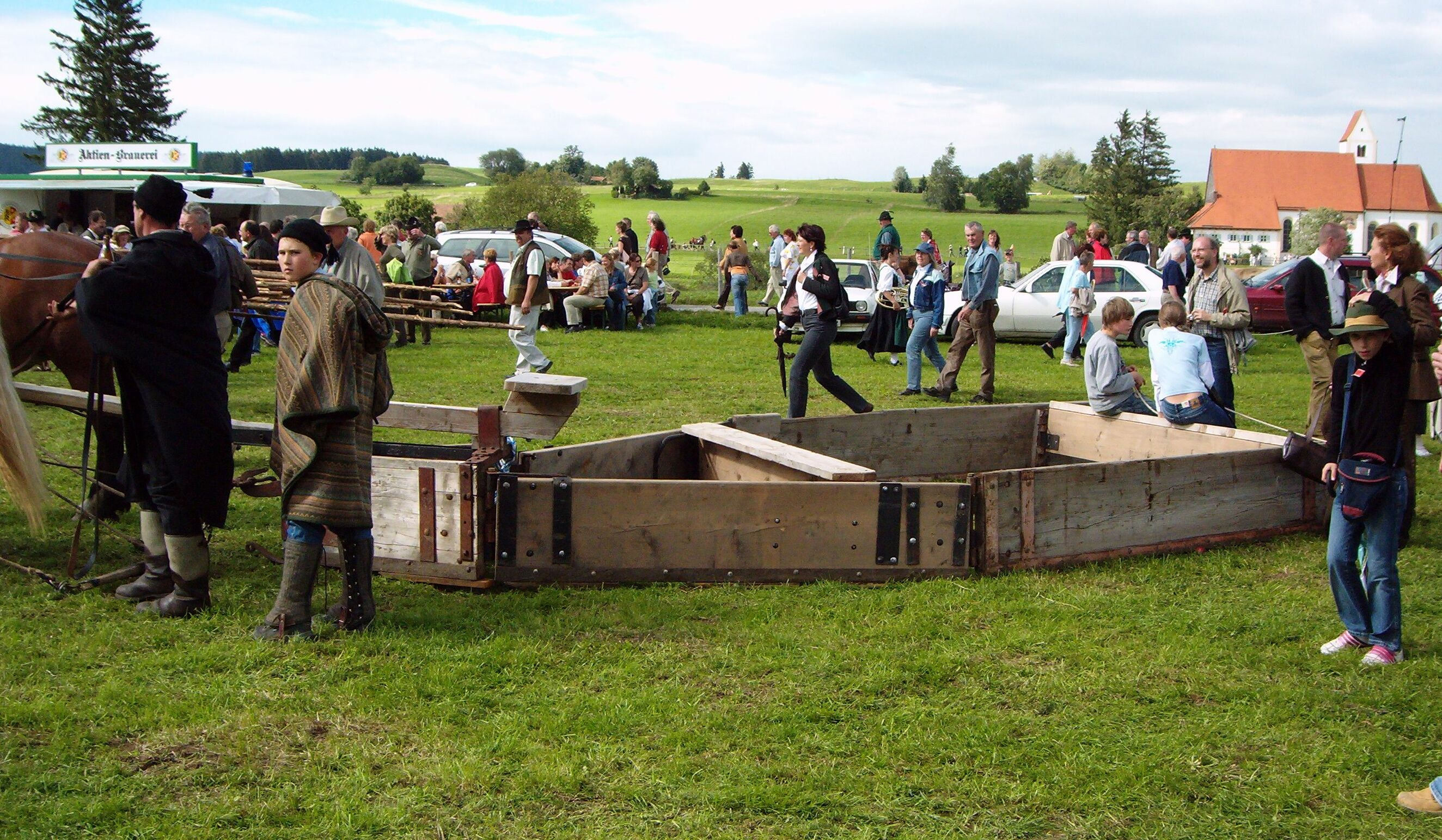
ドイツで使われていた除雪用馬車。1900年ごろの歴史再現。

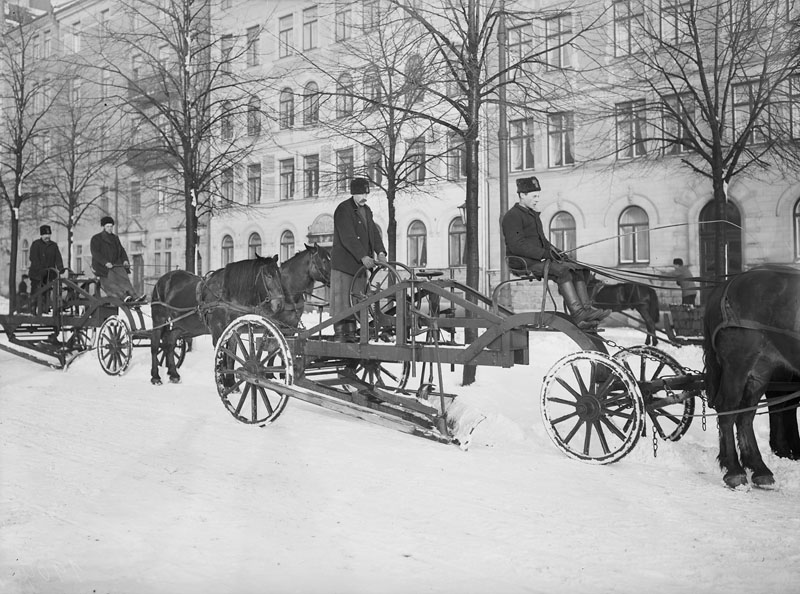
1909年、スウェーデン、ストックホルムの除雪馬車

多くの都市では、住民に除雪を行わせる条例が出されており、住民は通りの道を平らにする作業などを行う業者に委託することもあった。
日本
江戸時代以前における除雪技術に関する文献は、ほとんど見当たらない。
江戸時代になると、屋根のひさしを伸ばし各家同士を連結させた雁木造によって歩道に雪が降らないような対策が取られた。
雁木造がない歩道は、地域の住民が回覧板（道踏み板）を回すことで雪踏み当番を決めて、藁でできたバケツの底に草履が付いたような踏俵（ふみたわら）や雪俵、専用のかんじきなどを履いて踏み固めた。木で作った雪べら、竹などを編んで作った新雪用のジョンパというスコップが使用された。家の壁面に雪が積もると室内が寒くなることから、雪囲い、雪垣という竹や木材でできた囲いで壁面に直接雪が積もるのを防止した。
除雪機などなかったので第二次世界大戦前後までは、屋根では除雪用の木鍬（クシキ、コシキ）、屋根と地面に板を渡して屋根の上から安全に雪を降ろせる雪樋（ユキドヨ）、雪運搬用に用いられた雪串（ユキグシ）や背負い籠（コエカゴ）が用いられた。茅葺屋根では、棟の方からバランスよく雪を降ろすなど家に負担をかけないような作法が見られる。
札幌市では、1886年にロシアから馬に曳かせて道の除雪・圧雪を行う三角ぞリが輸入され、そのほかの馬車も三角ぞりに改造して使用した。
日本では、1890年（明治23年）ごろから鉄道の除雪が考えられるようになった。1911年(明治44年)には、木製のラッセル車が日本の鉄道(北海道1台)に導入された。しかし、1927年までは、ほとんどの鉄道では人力による除雪が行われていた。

## 道路の除雪
ほとんどの国で公道の冬季道路管理を民間に委託している。気象変動による発注額の増減を抑え、除雪業者の受託が安定的になるよう複数年契約にしている国も多い。
路面に雪氷を残さない状態をベアという。また、継続的な降雪時に除雪や凍結防止作業を行う間隔をサイクルタイムという。

### 道路除雪の手法

#### 道路除雪の機械
道路除雪は用途や規模に応じて、次のような機械を用いて行われる。
- 除雪トラック
  - 大型トラックの前部に排土板（スノープラウ）を装備したもの。主に高速道路や国道や都道府県道の幹線道路で、連続して高速で雪を路側に排除する際に用いる。8ナンバーの特種用途自動車。
- ロータリー除雪車
  - 車体前部に横向き水平の軸を持つオーガで雪を掻き込み、ブロワーで上方向に雪を飛ばす。吐出口の向きを変えることにより、雪を路側や路外に飛ばしたり、運搬排雪のダンプトラックに積み込んだりする。9ナンバーの大型特殊自動車。
- 除雪ドーザ（装輪式）
  - 排土板（スノープラウ）またはバケットを装備したホイールローダーなど。市町村道や私道などの生活道路や駐車場、交差点の多い市街地などに広く用いられる。0ナンバーの建設機械（自動車抵当法第2条但書に規定されている大型特殊自動車）を冬季に除雪に流用するのが一般的。
- 除雪ドーザ（装軌式）
  - ブルドーザーなど無限軌道を持つ整地用建設機械。地盤の状態が悪く、装輪式除雪ドーザでは踏ん張りが足りないような場面で用いられる。また、装輪式車両に比べて小廻りが効くことから、小型の車両が住宅地の狭い路地の除雪に用いられることも多い。しかし、長距離の道路上の移動に制約がある上、装軌式の走行装置は舗装路盤を痛めるため、日常の除雪ではあまり一般的ではない。
  - 昭和30年代後期頃までは、旧陸軍の戦車から砲塔を外して排土板を装着した車両が除雪ドーザとして使われていたという例もある[22][23]。
- 除雪グレーダー（高速圧雪整正機）
  - 車体下部にスクレイパーを持つ重量車。路面整正に用いる。
- バックホウ（油圧ショベル）
  - 傾斜地や入り組んだ場所の雪を掻き出したりするために用いる。
- 小型除雪車
  - 歩道などを除雪する小型のロータリー除雪車や、小型特殊自動車のミニショベル等。
- 凍結防止剤散布車
  - 車両後方に散布装置を備え、積載している凍結防止剤等を散布しながら走行するトラック。多くは8ナンバーの特種用途自動車。
- ダンプカー
  - 運搬排雪などで雪を雪堆積場などへ運ぶトラック。多くは夏季に土砂を運搬している貨物自動車運送事業者の1ナンバーの車両を流用しており、荷台アオリに差し枠を入れて側板を取り付けてかさ上げしているものが多い。北海道トラック協会では行政や道路管理者との協議の上、この側板の高さを左60cm、右80cmとする取扱要領を自主制定している（左側を低くしているのは積み込みを容易にするため）。

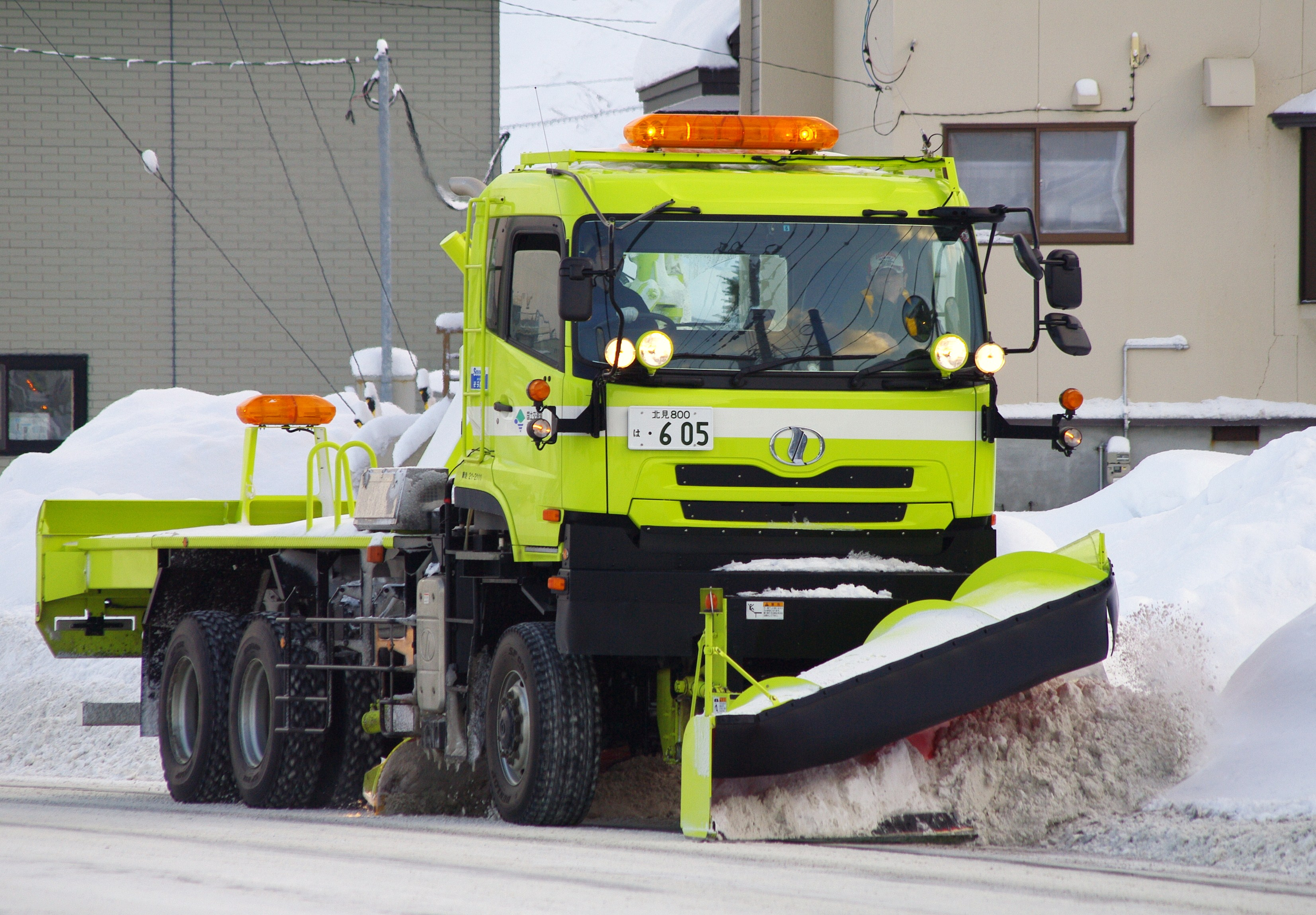
国道を除雪する北海道開発局のクオン除雪車
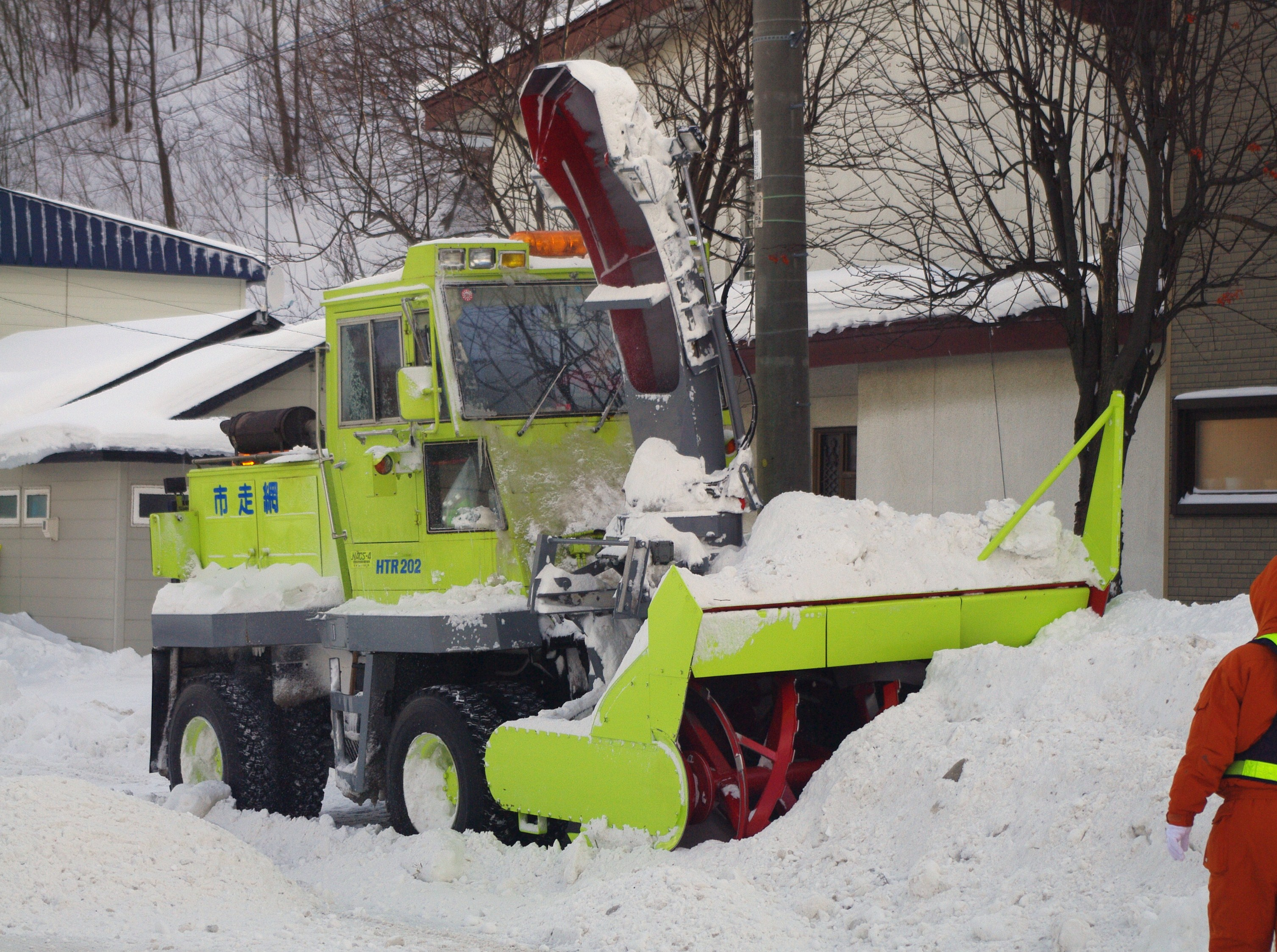
日本除雪機製作所 HTR202型ロータリー除雪車
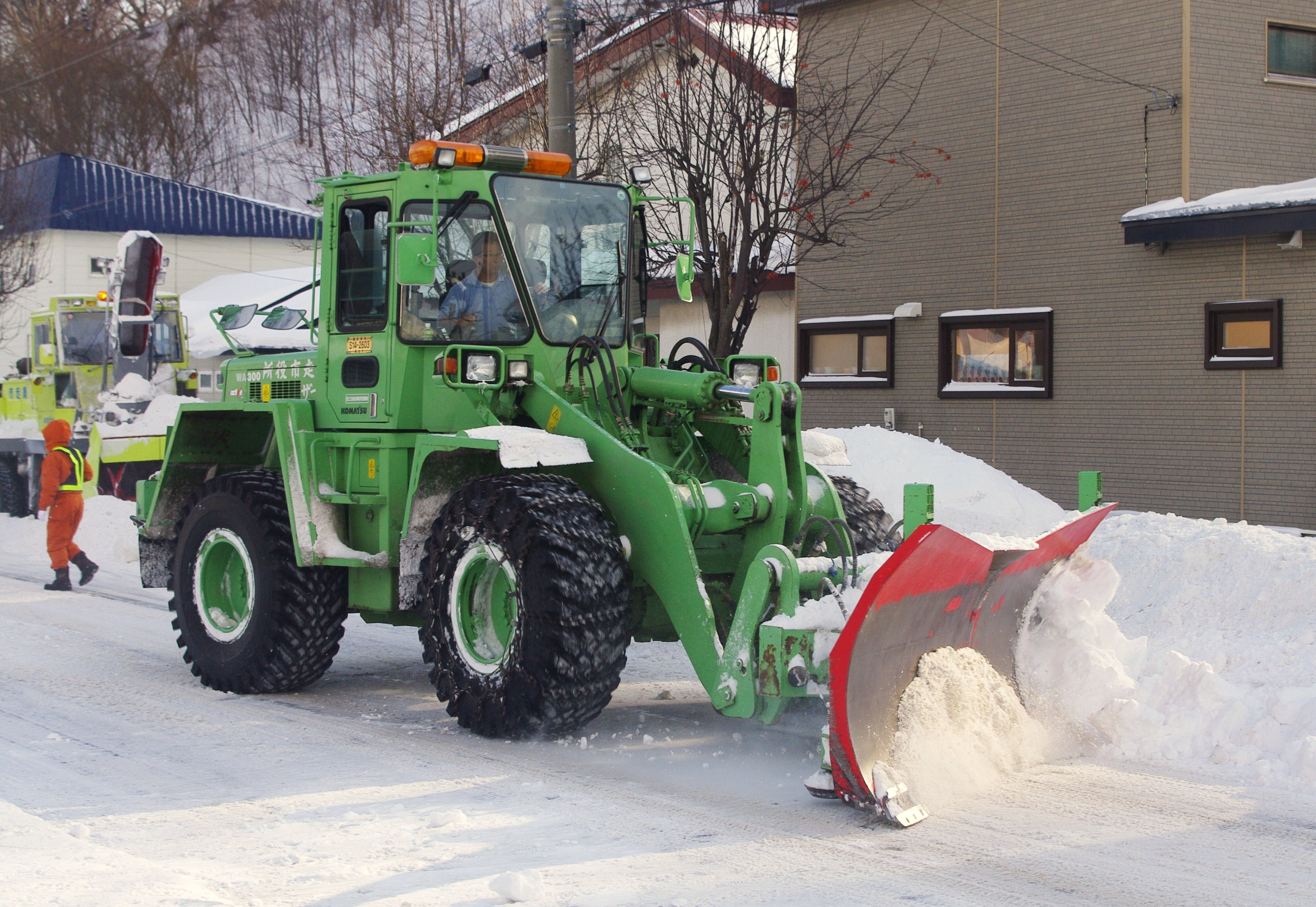
マルチプラウを装備した除雪ドーザー
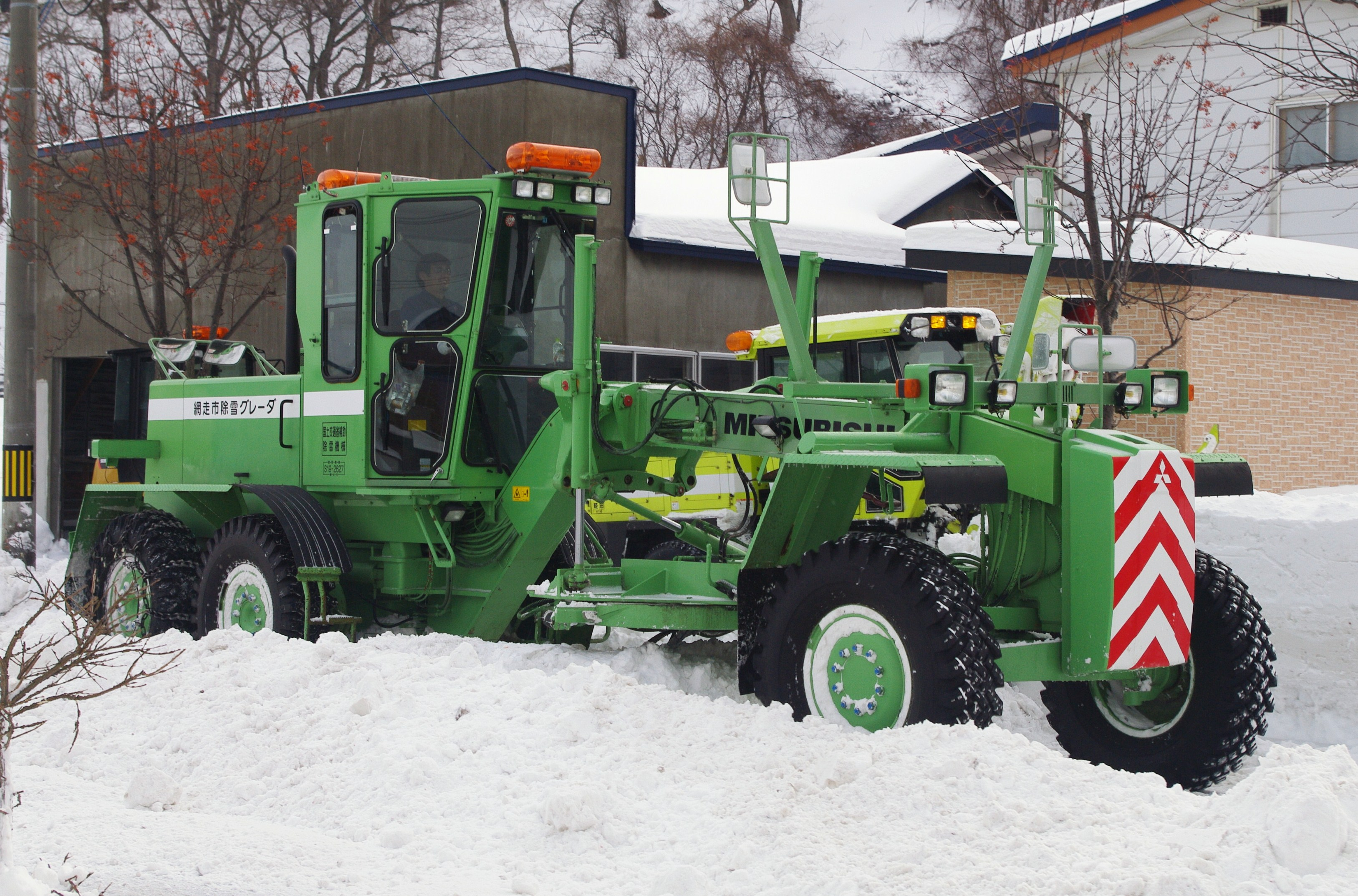
作業中の除雪グレーダー
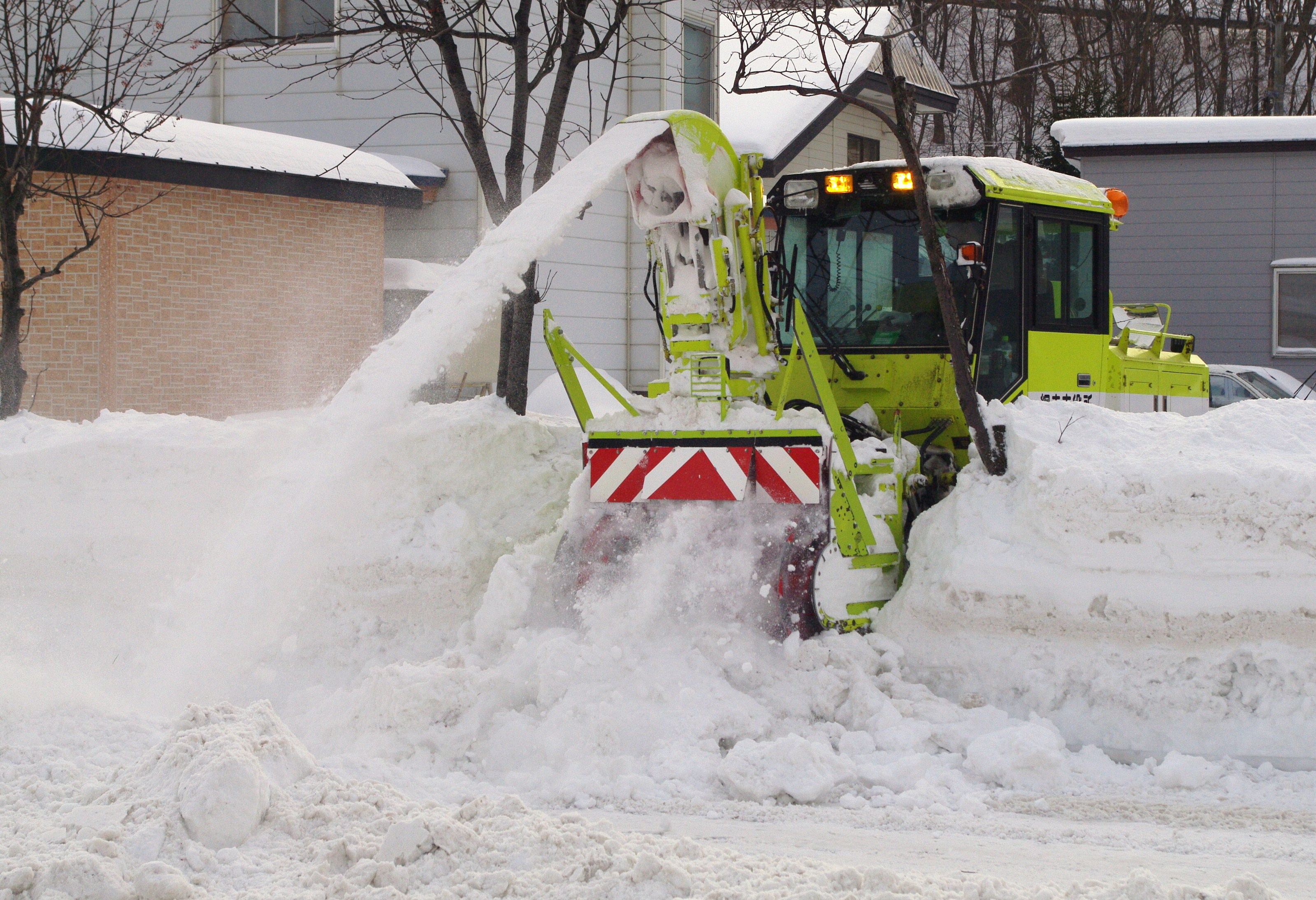
作業中の歩道用ロータリー除雪車
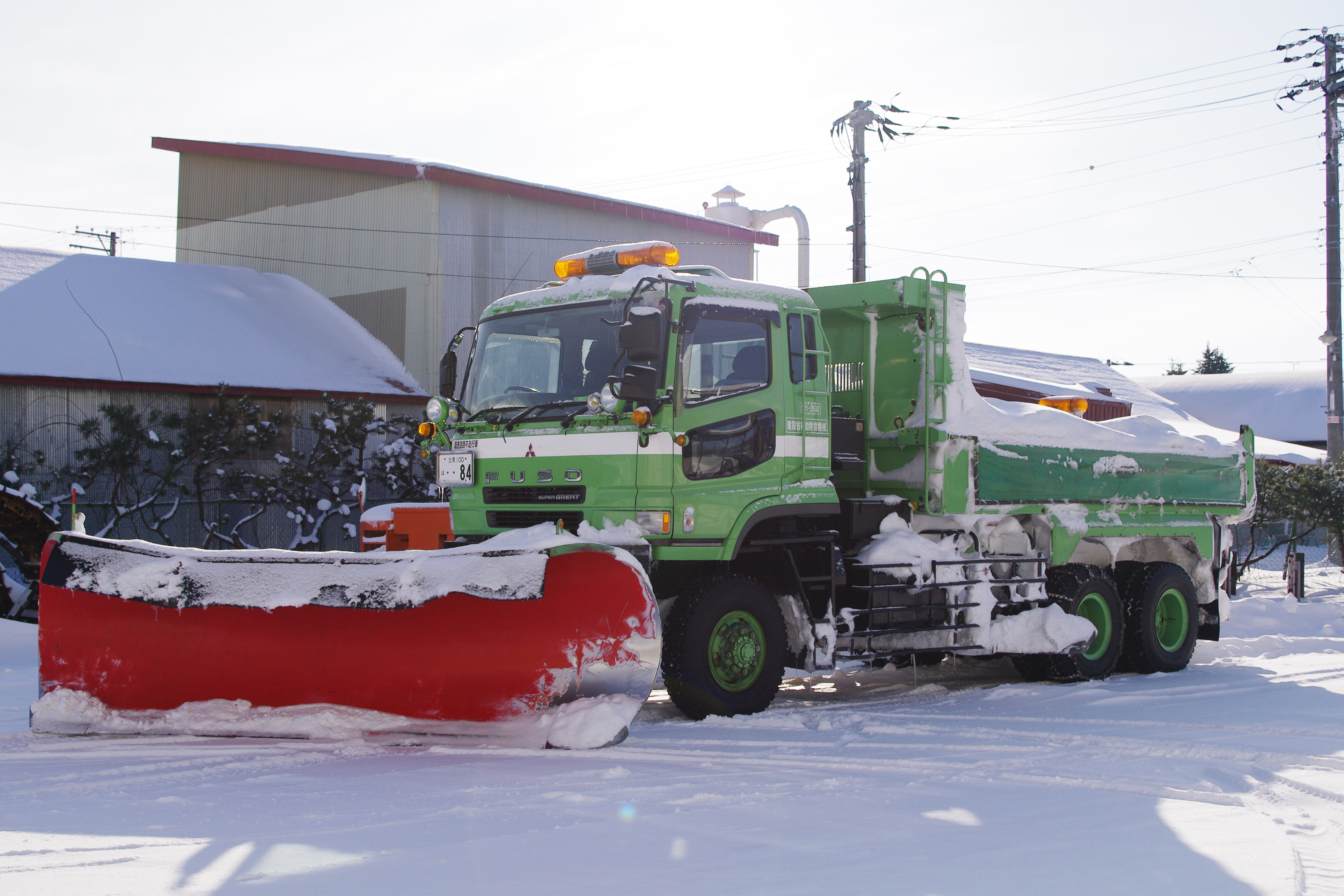
総輪駆動の除雪ダンプカー
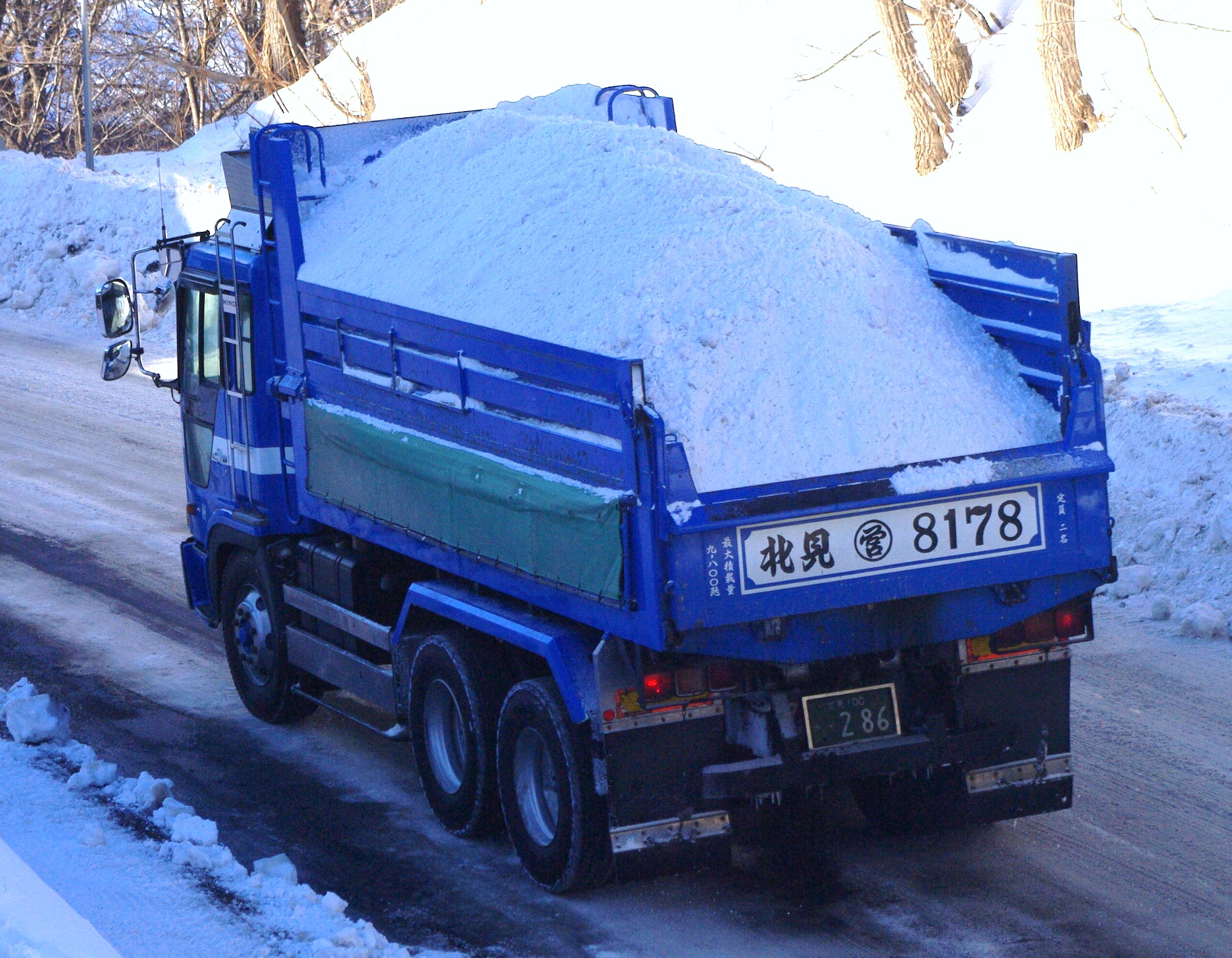
差し枠を入れて排雪仕様になったダンプカー

#### 道路除雪の作業工種

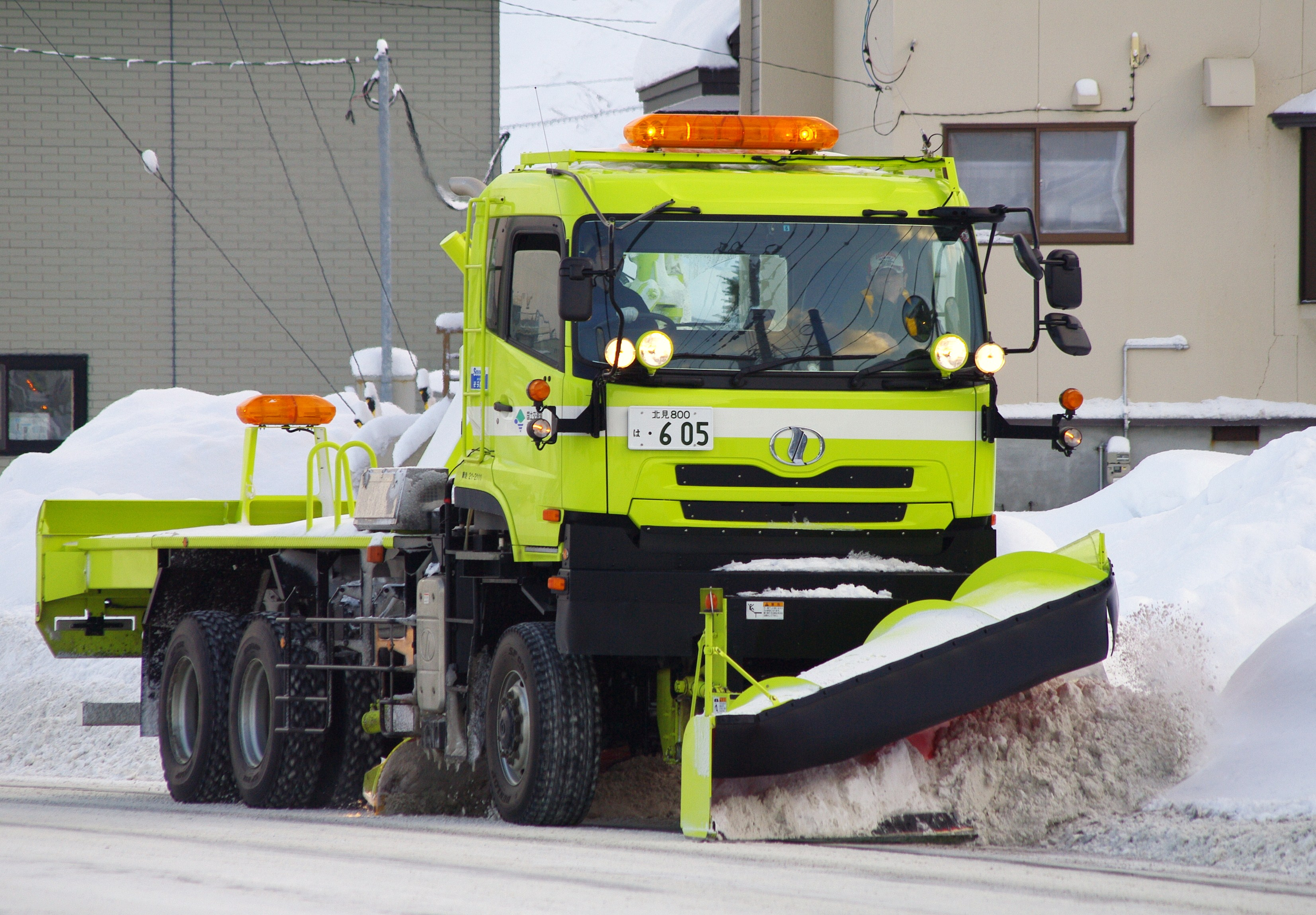
雪を路側に排除する新雪除雪
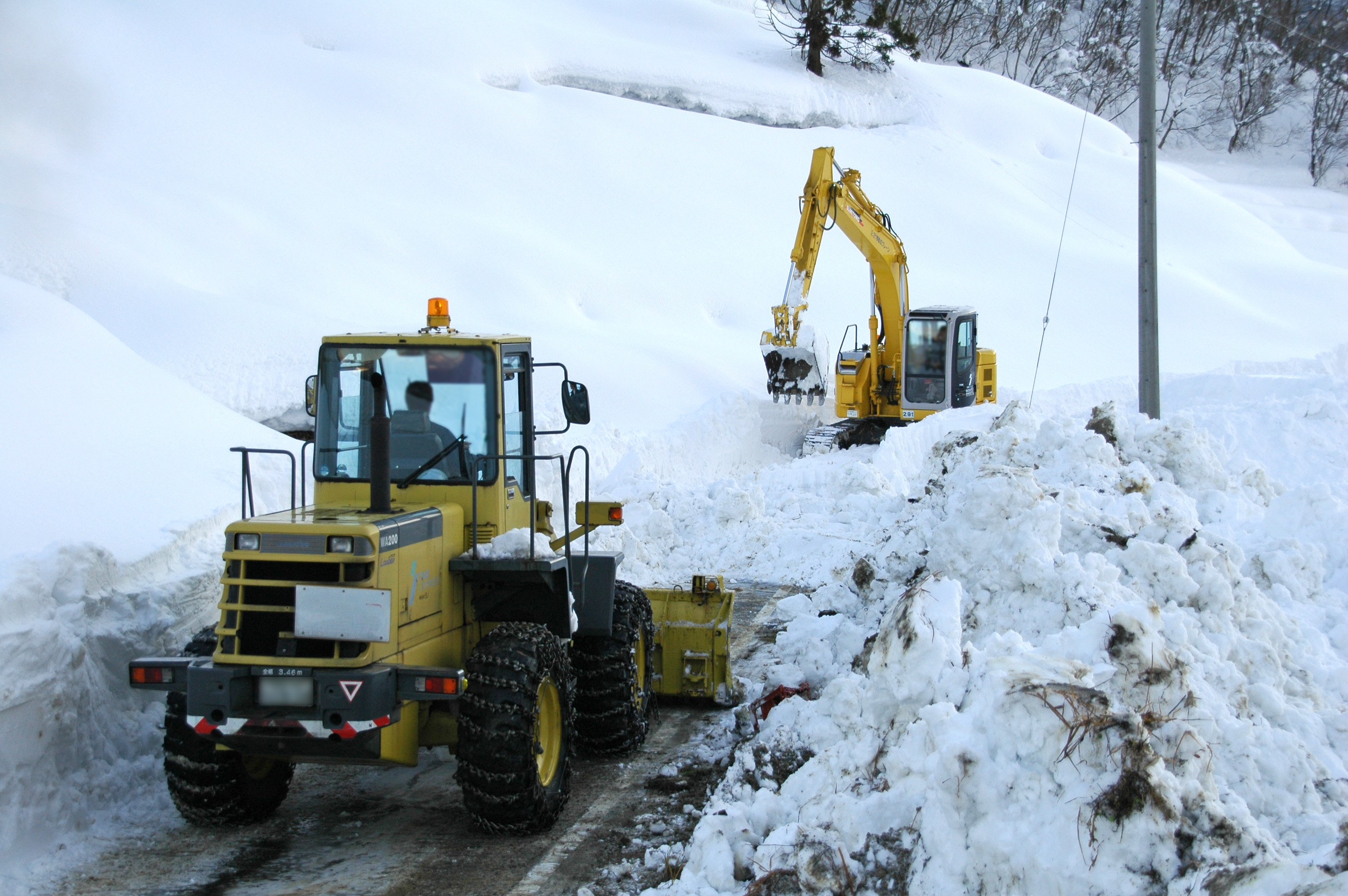
除雪ドーザーと油圧ショベルによる拡幅除雪（山地）
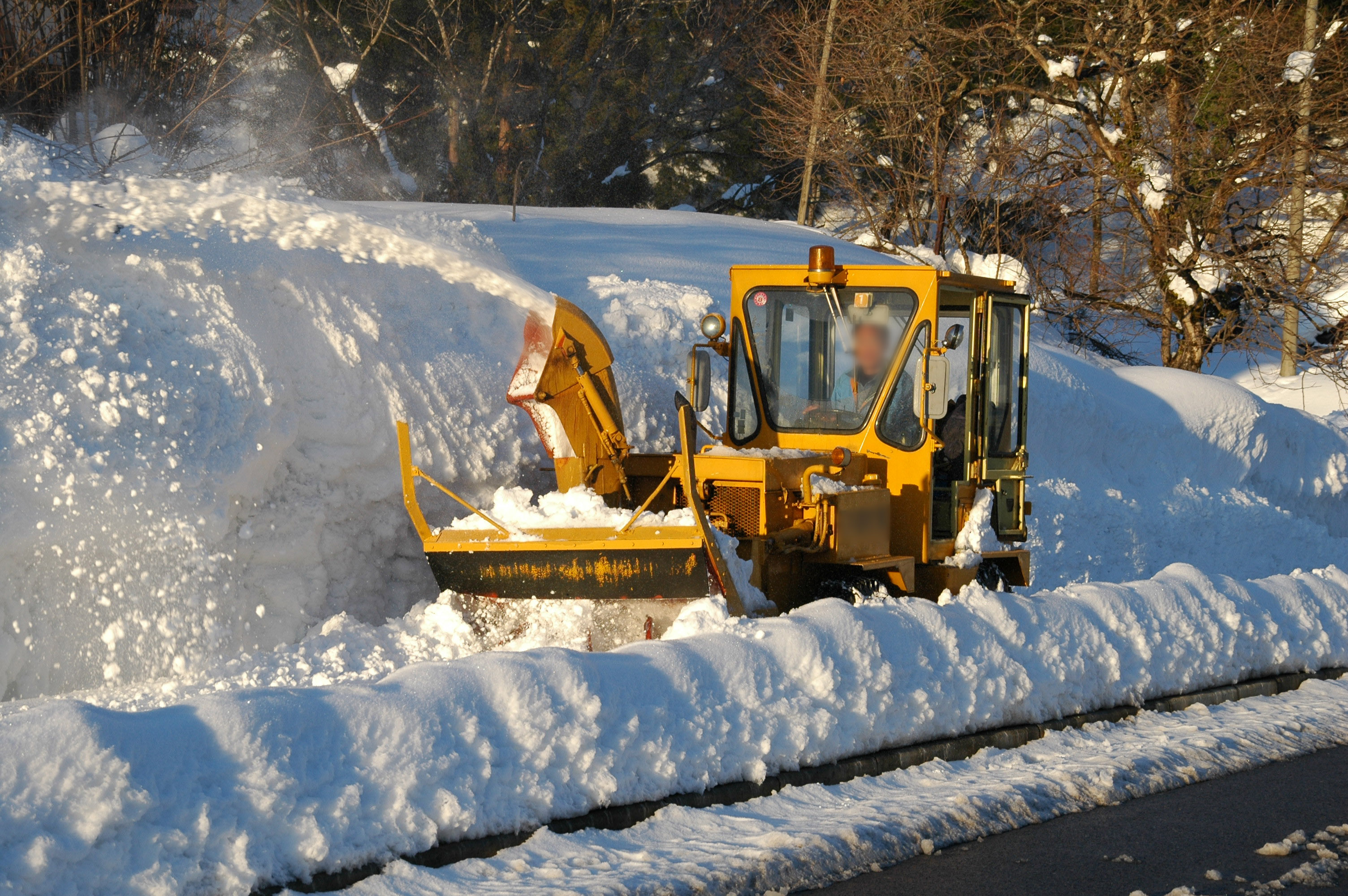
小型ロータリ除雪車による歩道除雪
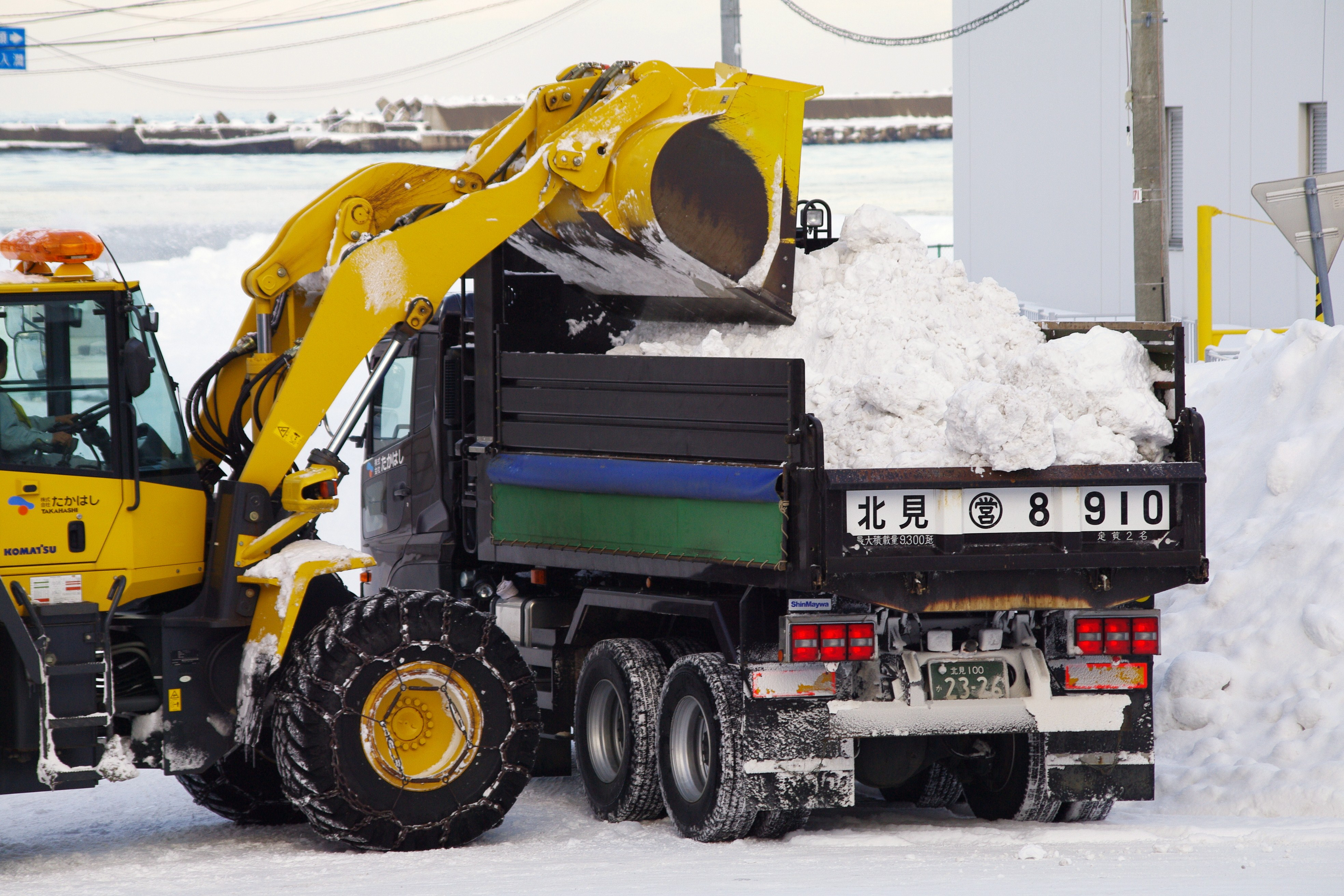
ホイールローダーとダンプカーによる運搬排雪
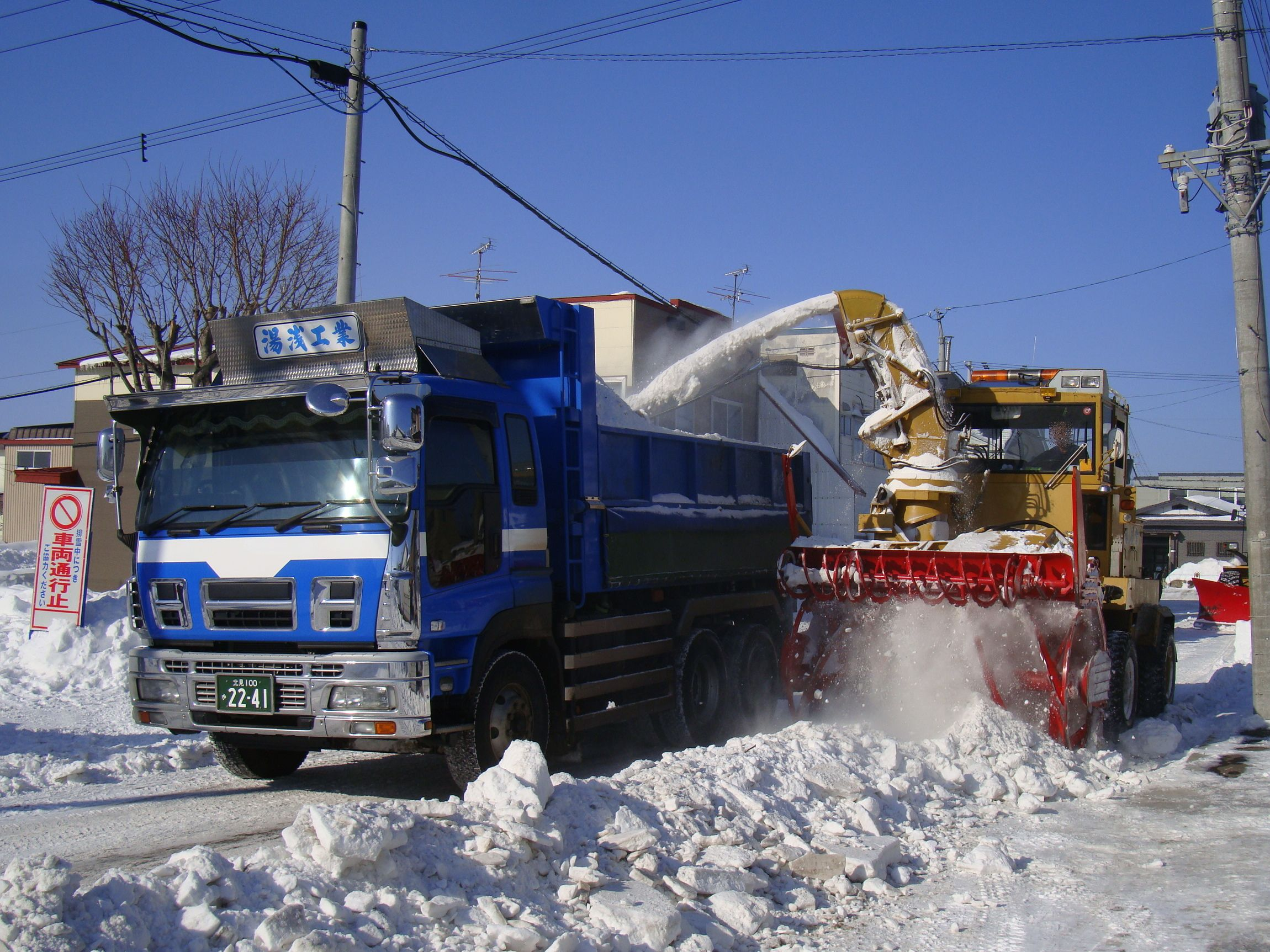
小型ロータリー車とダンプカーによる運搬排雪
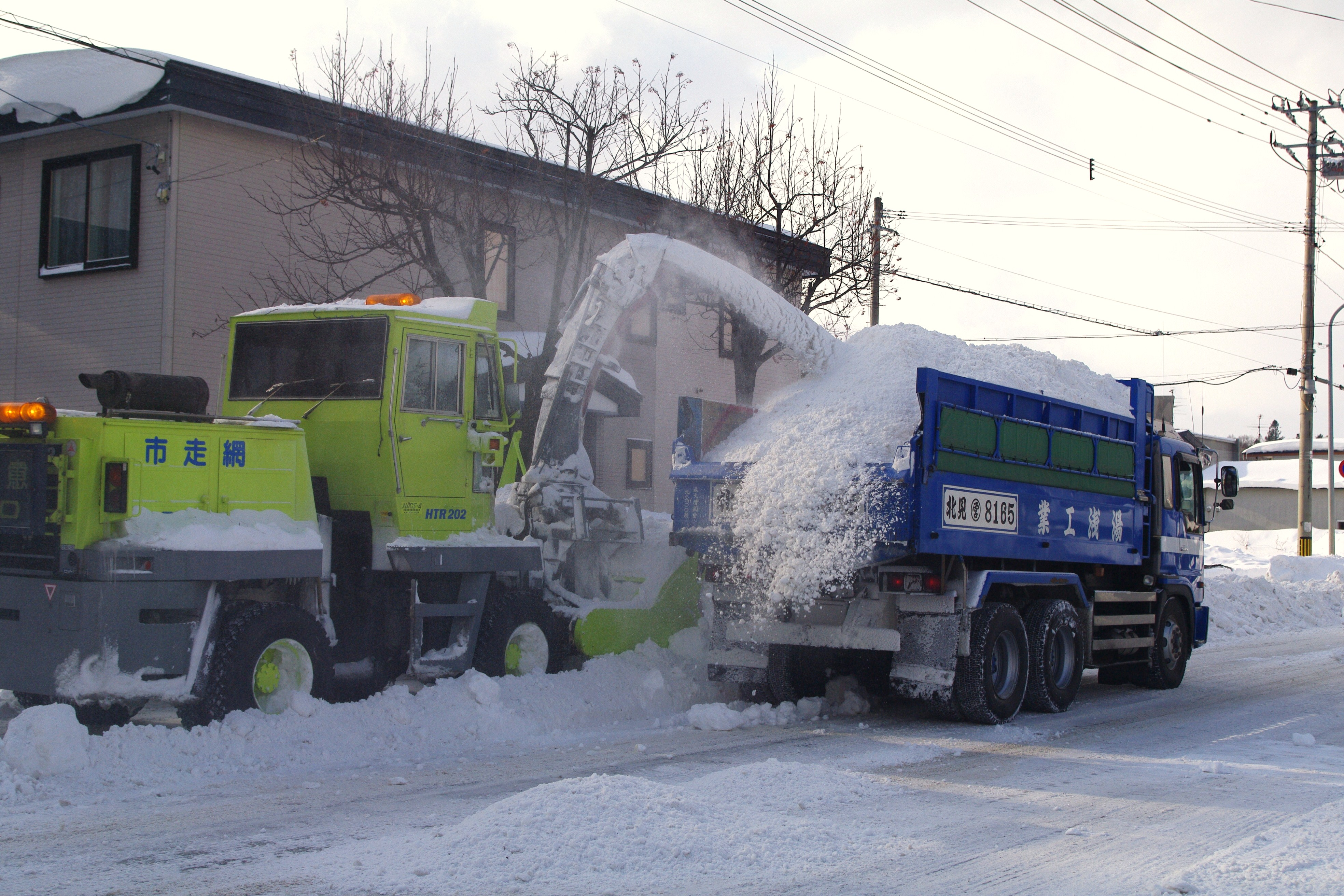
網走市内の運搬排雪作業

- 一般除雪
  - 新雪除雪
    - 路面に降ったばかりの雪を路側に排除する作業。

  - 路面整正
    - 路面整正には2つの作業方法があり、1つは路面上に形成された氷盤や、轍掘れした圧雪の不陸を除去・切削し平滑化する作業ともう1つは、春先などの路面の雪を削らずに地面に引き伸ばし平坦にする作業と2つある。

  - 拡幅除雪
    - 路側に堆積した雪を、ロータリーや除雪車などで外側に排除したり、雪堤に積み上げたりする作業。その後の除雪に備える。ただし、これ以上に拡幅できない場合は運搬排雪を行う。ただ、近年では通学路など、学生が多く通行する路線では高く積み上げられた雪堤のため付近にいる車の動向が確認できず、危険が伴うことから拡幅除雪をやめ、住宅地路線や交通量の少ない路線の出動回数を減らし、通学路や交通量の多い路線の運搬排雪の回数を増やしている自治体が増えている。一方で、住宅地路線や交通量の少ない路線では運搬排雪を止め、拡幅除雪が増加しているようだ。
- 運搬排雪
  - 運搬排雪には2つある。排雪対象となる基準としては雪堤が成長し、路側への堆積や拡幅の余地がなくなったときに排雪を行い、雪を雪堆積場などに運搬し、車道部の堆雪のみの排除と、歩道部も含めて全て排除する全面排雪がある。また、主要幹線道路（バス路線や通学路も含む）以外にも準幹線道路や住宅地路線（生活道路とも呼ばれる）でも行われる。しかし、近年は財政難ともあり、準幹線でも主要幹線と同様の機能を持つ路線以外の道路や住民が少ない住宅地路線や農家の人のみ利用する道路では費用を抑え、運搬が必要な場合でも雪堤の上や空き地、空きスペースなどに雪を拡幅し、路線を確保する場合が多い。また、冬季に交通量や人通りが少ない路線では除雪を一切行わない場合もあり、積雪が多い冬季は閉鎖される道路もある[24]。
- 歩道除雪
  - 通学路の確保を優先に、夜間から早朝にかけて全体の歩道を児童が登校する時間帯までに確保を目標設定し、実施される。
- 凍結防止剤散布
  - 路面の凍結や圧雪化の防止や、氷盤化した圧雪の融解のため、凍結防止剤や融雪剤、防滑材（砂）を機械または人力で散布する作業。近年は除雪の費用を抑えるため、散布する場所を交差点やバス停、歩道などに絞っており、機械での散布から道路沿いや町内会の人たちが協力し合って散布するのが増加している。
- 附帯除雪
  - 機械による除排雪が困難な箇所の作業や、各種標識の設置・補修、氷柱除去作業など、人力による作業。

### 日本の道路除雪

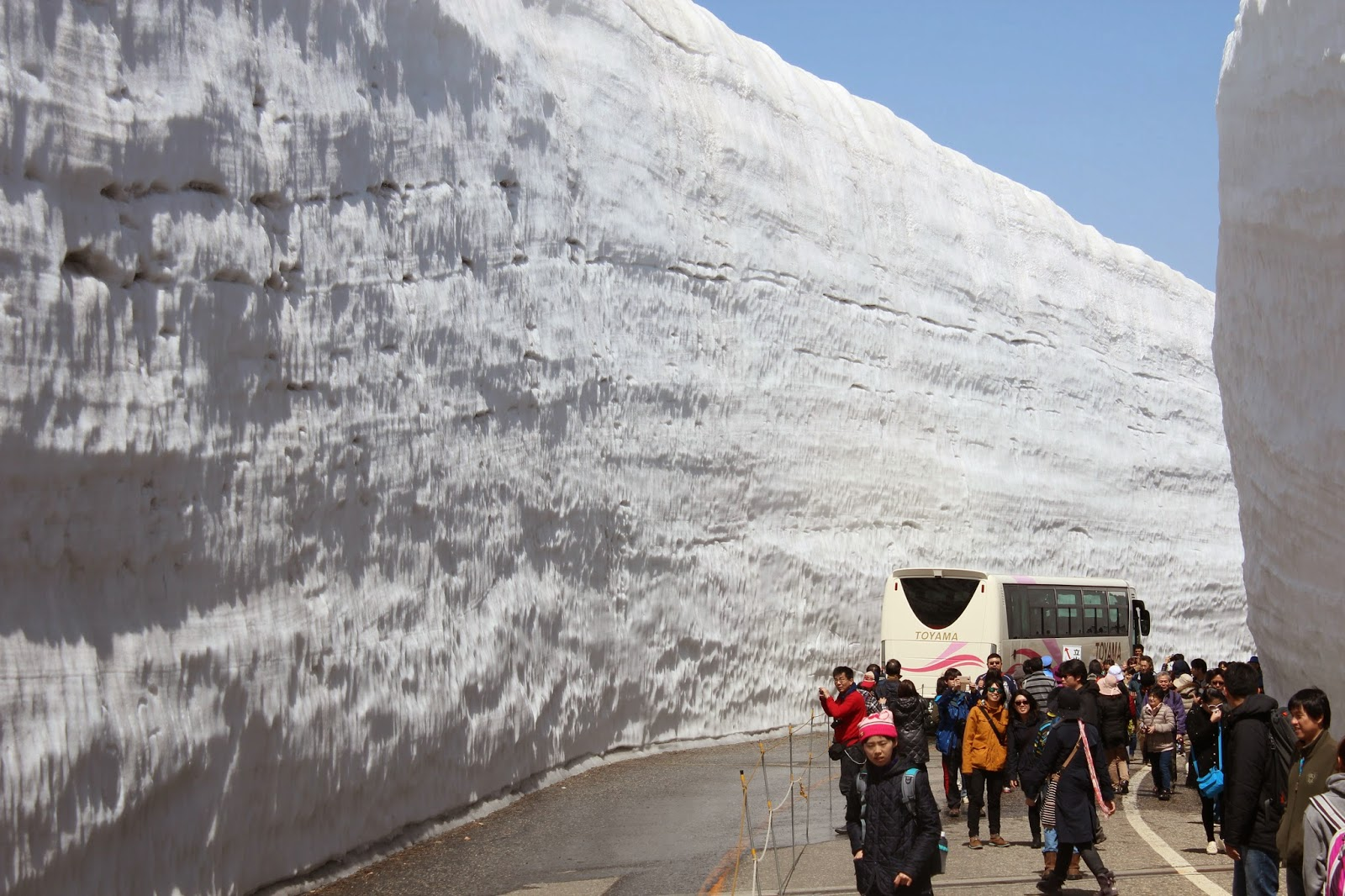
富山県の立山黒部アルペンルート　立山高原道路の除雪後（雪の大谷）

20世紀半ばまで、日本では幹線道路の除雪はほとんど行われず、冬の積雪地の運輸は馬そりによっていた。
第二次世界大戦後、日本に進駐してきたアメリカ軍の要請を受ける形で、一部幹線道路における除雪が開始され、1950年頃からバス会社や行政機関によって、除雪車を用いた機械除雪が本格的に行われるようになった。
1956年（昭和31年）に「積雪寒冷特別地域における道路交通の確保に関する法律」（積寒法）が制定され、これに基づいて翌57年に第一次積寒五カ年計画が策定され、これまでバス会社や行政機関の自主的な取り組みとして行われてきた道路除雪が、道路管理者である日本国政府や地方自治体の責任と費用負担によって、除雪が進められるようになった。

#### 行政発注路線の除雪目標
近年、各自治体では除雪目標の考え方が変わってきている。
- 第1種除雪
  - 昼夜2車線以上の確保を原則とする。主要幹線（バス路線や通学路）を説明する。基本的に交通量の多い昼間は通行に著しく支障をきたす場合を除き、夜間に除雪を行う。運搬排雪も同じである。
- 第2種除雪
  - 昼間2車線（5.5m）以上の確保を原則とする。準幹線を説明する。夜間は除雪しないが近年、各自治体は、交通量が多い場合や登下校する学生、ゴミ回収の有料化に伴い戸別回収に変わった地域が多いことや、郵便や宅配便業務に支障が出たり、家の前に車を出す場合もあることから、昼間の除雪より、夜間に除雪が行われる。異常降雪時は極力1車線以上の確保を図る。
- 第3種除雪
  - 最低でも1車線確保を原則とし、夜間は除雪しない。住宅地の路線を示す。近年、各自治体は、登下校する学生やゴミの有料化に伴い、戸別回収に変わった地域が多いことや、郵便や宅配便業務に支障が出たり、家の前に車を出す場合もあることから、昼間の除雪より、夜間に除雪が行われる。状況によっては車が通行できる最低限の幅員（約3m）を確保する。異常降雪時には緊急のライフライン（救急車や消防など）がマヒするのを防ぐために昼間に除雪を行う場合もあり、一時通行止めもやむを得ないものとする。

行政発注路線の出動基準としては、新雪除雪では従来降雪10cmを基準としていたが、財政難で10cmの降雪があり、今後とも雪が降り出す恐れがある場合に出動するや15cmの降雪をめどに出動する場合が多い。

#### 装置による消雪

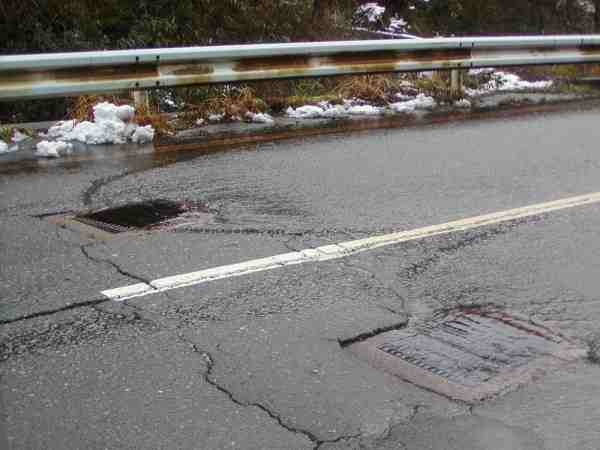
道路上に水を流すことによって坂道の雪を融かす

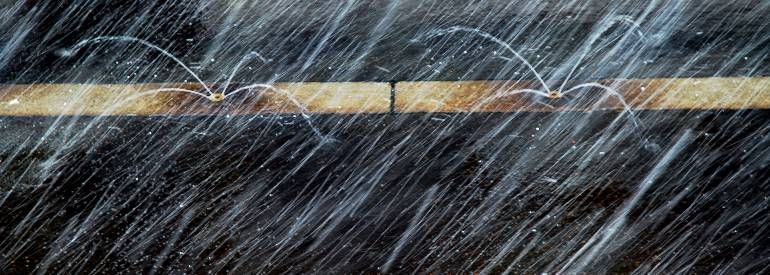
道路上に埋め込んだノズルから噴出し、雪を融かす

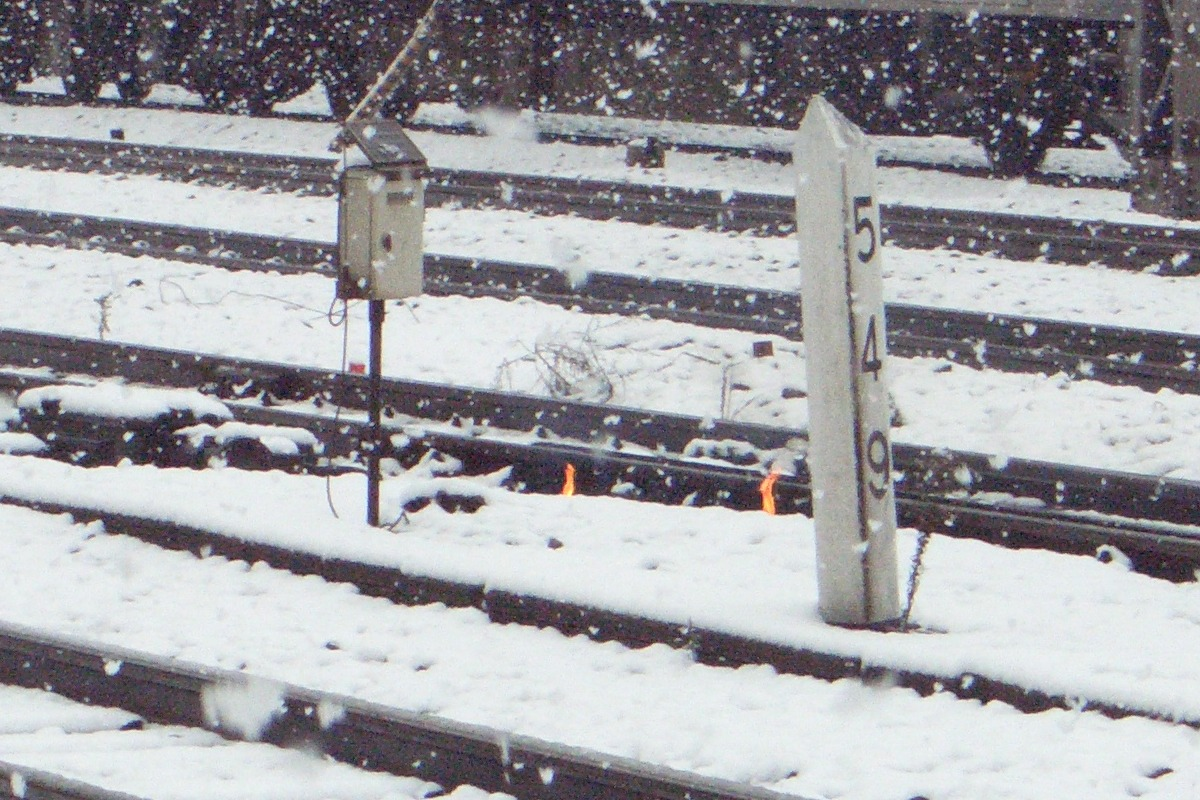
カンテラ式融雪装置

除雪作業を不要にする装置もある。水を道路に流して雪を除くことを散水消雪（消雪）、道路を下から温めるものをロードヒーティングという。こうした装置は費用がかかるため、交差点、坂道、主要道路、除雪車の入りにくい住宅密集地の道路などに重点的に取り付けられる。
散水消雪は特に消雪パイプと呼ばれ、この消雪パイプは新潟県長岡市が発祥の地とされる。山陰地方、北陸から東北にかけての比較的気温の高い地方で行われる。地下水をポンプで汲み上げ、道路上に埋め込んだノズルから噴出し、雪を融かす。坂道では坂の上から水を流すことによって同様の効果を得る。消雪のための地下水くみ上げが地盤沈下問題を引き起こした地域がある。
北海道など気温が低いところでは、消雪の為の水自体が凍ってしまうので散水消雪は用いられず、もっぱらロードヒーティングを用いる。地面を温めるための熱源には、電気、石油、ガス、温泉、地熱、地下鉄やゴミ焼却場の廃熱など様々なものがある。しかし、地球温暖化や歳出削減などの理由で、ロードヒーティングの新設を抑制し、新規に造成する場合には住民負担で設置・維持するよう指導する自治体もある。また、既設のものを停止する動きもある。

### 欧州の道路除雪
スウェーデン
スウェーデンの冬期道路管理のため日交通量(AADT)に応じて道路クラスを5段階に分けており、摩擦係数によるサービス水準も定められている。除雪の出動基準は上位クラスの道路で積雪1cm以上とされ、他に摩擦係数に基づく凍結防止剤・滑り止め材散布の出動基準も定めている（クラス1～3の道路では、走行車線部分で0.3、路肩で0.25）。
フィンランド
フィンランドでも交通量に応じた道路クラス分類があり、摩擦係数によるサービス水準も定められている。フィンランドでは道路クラスごとに管理目標を定め、上位クラスの道路では路面積雪最大4cmを目標にしている。他方、フィンランドでは除雪や凍結防止作業の出動基準を定めておらず、サービス水準との基準を明確に分けていない。
オーストリア
オーストリアでは道路の種別と交通量を組み合わせた道路クラス分類があり、気象条件（強い降雪時や吹きだまり発生時と弱い降雪時）に応じたサービス水準を定めている。オーストリアのサービス基準では、激しい吹雪時などは走行性を保証しないとされており（道路利用者に情報提供を行う）、地方道では夜間のサービスレベルの保証も行われていない。道路ごとに除雪水準のカテゴリを設け、交通量の少ない道路や雪が多い山間部では除雪水準を下げて除雪費用を軽減している。

## 交通機関での除雪

### 鉄道の除雪
かつては専用の雪かき車を機関車で推進して除雪を行い、大規模なものとしてはキマロキ編成のようなものも用いられた。そのほか、人力も大変重要で、構内の除雪、ラッセル車で線路両側にかき分けた雪が次の除雪の障害にならないようさらにかき分ける作業（段切り）など多くの人手を必要とし、そのため地元住民によって除雪組合のような組織も作られていた。また捨て場のない雪を無蓋車やホッパ車などに積み込み、橋梁などで捨てるいわゆる「雪捨て列車」にも多くの人が乗り込み、列車間合いの短時間で雪を捨てるべく努力した。
しかし現在では除雪用ディーゼル機関車（DD14、DE15など）や、モーターカーの発達により、格段に機械化が進むとともに、従来の雪かき車は殆ど用いられなくなった。また上越新幹線などでは大規模な融雪装置も使用されている。
また、ポイント部分においては、雪の量は大したものでなくとも、凍結によって転換が不可能になると列車の運行に致命的な影響を与えるため、電気融雪装置などが開発されているが、場合によっては一時的にポイントにカンテラを仕掛けて融雪装置とする場合もある。
低温のため雪の湿り気が少ない北海道の路面電車と、かつて存在したインターアーバンの除雪には、スノープラウ式の雪かき車のほか、回転する竹ブラシで雪を跳ね飛ばすササラ電車が古くから用いられており、本格的な冬の訪れを告げる風物詩にもなっている。
温暖地で除雪車両のない場合や運行形態が過密路線で除雪車両の運行が困難な場合、乗客を乗せない終夜運転で線路上の積雪をある程度防止でき、現在でもそのような運用をすることがある。
ほくほく線や北海道新幹線などではポイントに空気を使った除雪装置を取り付けている。

### 航空機・空港の除雪
積雪地の空港での駐機時に航空機の機体可動部や翼などに付着した雪氷を、飛行の妨げにならないよう、スノーバーにより機体除雪液、またはブロワーにより圧縮空気を噴射するなどして取り除くことを機体除雪という。機体の除雪が不十分な状態で離陸した場合、重大事故につながるおそれがある（エア・フロリダ90便墜落事故など）。
また、安全運航のためには鉄道における線路の除雪と同様に、滑走路や誘導路の除雪が必要である。豪雪地帯の空港では予め十数台の除雪車両が配備されており、数十分で除雪を完了させることが可能となっており、冬季であっても欠航が少なくなっている。
また、冬季のみに「除雪隊」が結成され、農閑期の農家などが空港の除雪を担っているという事例もある。

## 文化

### スポーツ雪かき

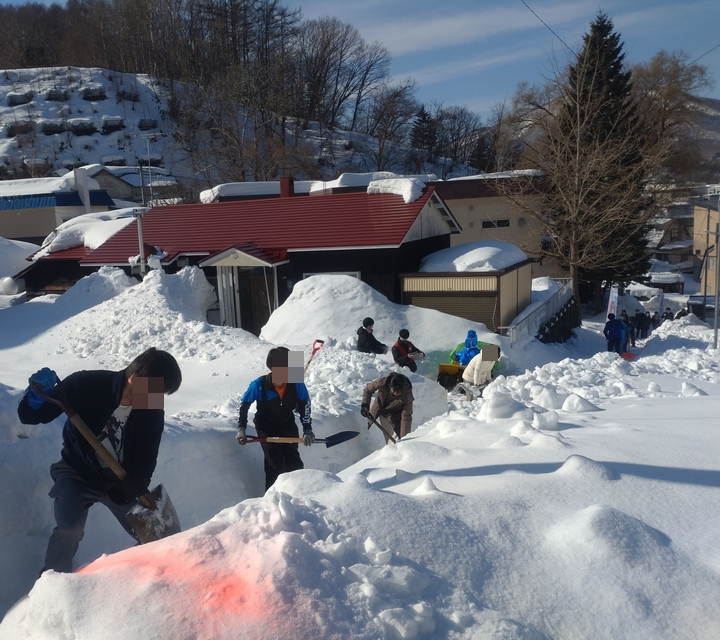
第11回国際スポーツ雪かき選手権の開催の模様。2024年2月18日、小樽市潮見台会館近隣にて。

スポーツ雪かきは、高齢化が進み担い手不足に悩む豪雪地帯の除雪問題をスポーツの力で解決することを目的に考案された。4人一組となって降り積もった雪の巨大ブロックを砕いて10メートル離れた陣地へ運びそのタイムを競う競技（スノーショベリング&ムーブトライアル）と運ばれた雪を使って雪だるまを製作してその大きさと数を競う競技（スノーマンコンテスト）と除雪困難地域のボランティア雪かきによって構成されている。2013年10月に設立された一般社団法人日本スポーツ雪かき連盟公認の下、2014年1月に北海道小樽市で「第1回国際スポーツ雪かき選手権in小樽2014」（主催・国際スポーツ雪かき選手権実行委員会）が開催され1日目の「1st STAGE スノーショベリング&ムーブトライアル」、「2nd STAGE スノーマンコンテスト」、2日目の「ボランティア雪かき」で実施される。

### 季語
俳諧・俳句において、除雪（じょせつ）は、家ごとに門口や庭の雪をかき除くことを指す。晩冬の季語であり、分類は人事。
- 「除雪」は、雪掻（ゆきかき）（晩冬の季語）を親季語とする数多くの季語（子季語）の一つである。他の子季語には次のようなものがあり、これらは全て晩冬の季語である。
  - 雪を掻く（ゆきをかく）、雪を掃く（ゆきをはく）、雪掻人夫（ゆきかきにんぷ）、除雪夫（じょせつふ）、除雪隊（じょせつたい）、排雪夫（はいせつふ）、雪捨（ゆきすて）、雪返し（ゆきがえし）、雪箒（ゆきぼうき）、雪掻箆（ゆきかきべら）、雪鋤（ゆきすき）
- また関連季語として、除雪車（じょせつしゃ）（除雪するための機関車）がある（仲冬の季語）。